# Hachisuka Tsunanori
Hachisuka Tsunanori (蜂須賀 綱矩, né le 24 juin 1661, mort le 16 décembre 1730) est un daimyo de l'époque d'Edo à la tête du domaine de Tokushima. Son titre de cour est Awa no kami.